# Brigada 39 Infanterie (1916-1918)
Brigada 39 Infanterie a fost o mare unitate de nivel tactic, care s-a constituit la 14/27 august 1916 prin mobilizarea unor unități și subunități de rezervă, din compunerea Comandamentului V Teritorial: Regimentul 63 Infanterie - (Călărași, Silistra, Bazargic) și Regimentul 79 Infanterie - (Slobozia). Brigada a făcut parte din organica  Diviziei 9 Infanterie.:p. 103
La intrarea în război, Brigada 39 Infanterie a fost comandată de generalul de brigadă (rz.) Dumitru Drăgotescu. În urma reorganizării armatei de la începutul anului 1917, brigada a fost desființată, regimentele componente au fost contopite în Regimentul 63/79 Infanterie, care a intrat în organica Brigăzii 29 Infanterie.

## Participarea la operații

### Campania anului 1916
În campania anului 1916 Brigada 39 Infanterie a participat la acțiunile militare în dispozitivul de luptă al Diviziei 9 Infanterie participând la Acțiunile militare din Dobrogea și Bătălia pentru București.

## Ordinea de bătaie

### La mobilizarea din 1916
La declararea mobilizării, la 27 august 1916, Brigada 39 Infanterie a făcut parte din compunerea de luptă a Diviziei 9 Infanterie, alături de Regimentul 8 Vânători, Brigada 17 Infanterie, Brigada 18 Infanterie și Brigada 9 Artilerie. Ordinea de bătaie a brigăzii era următoarea:
- Brigada 39 Infanterie

- Regimentul 63 Infanterie
- Regimentul 79 Infanterie

## Comandanți
- General de brigadă Dumitru Drăgotescu